# British Home Championship 1952/53
De British Home Championship van 1952/53 was de 58e editie van de British Home Championship. Het toernooi werd gehouden van 4 oktober 1952 tot en met 18 april 1953. Engeland en Schotland werden kampioen.

## Eindstand
| Team          | Gsp | W | G | V | DV | DT | DS | Ptn |
| ------------- | --- | - | - | - | -- | -- | -- | --- |
| Engeland      | 3   | 1 | 2 | 0 | 9  | 6  | +3 | 4   |
| Schotland     | 3   | 1 | 2 | 0 | 5  | 4  | +1 | 4   |
| Noord-Ierland | 3   | 0 | 2 | 1 | 5  | 6  | –1 | 2   |
| Wales         | 3   | 1 | 0 | 2 | 6  | 9  | –3 | 2   |

## Wedstrijden
|                                                   |                        |       |                                    |                                                                               |
| 4 oktober 1952 «onderlinge duels» 15:00 uur (UTC) | Noord-Ierland          | 2 – 2 | Engeland                           | Windsor Park, Belfast Toeschouwers: 58.000 Scheidsrechter: Doug Gerrard (SCO) |
| 4 oktober 1952 «onderlinge duels» 15:00 uur (UTC) | Charlie Tully 15', 47' |       | 1' Nat Lofthouse 90' Billy Elliott | Windsor Park, Belfast Toeschouwers: 58.000 Scheidsrechter: Doug Gerrard (SCO) |

|                                                      |                 |       |                                   |                                                                          |
| 18 oktober 1952 «onderlinge duels» 15:00 uur (UTC+1) | Wales           | 1 – 2 | Schotland                         | Ninian Park, Cardiff Toeschouwers: 60.261 Scheidsrechter: Alf Bond (ENG) |
| 18 oktober 1952 «onderlinge duels» 15:00 uur (UTC+1) | Trevor Ford 24' |       | 32' Allan Brown 69' Billy Liddell | Ninian Park, Cardiff Toeschouwers: 60.261 Scheidsrechter: Alf Bond (ENG) |

|                                                    |                   |       |                  |                                                                            |
| 5 november 1952 «onderlinge duels» 14:45 uur (UTC) | Schotland         | 1 – 1 | Noord-Ierland    | Hampden Park, Glasgow Toeschouwers: 65.057 Scheidsrechter: Bob Smith (WAL) |
| 5 november 1952 «onderlinge duels» 14:45 uur (UTC) | Lawrie Reilly 89' |       | 82' Jimmy D'Arcy | Hampden Park, Glasgow Toeschouwers: 65.057 Scheidsrechter: Bob Smith (WAL) |

|                                                     |                                                                        |       |                      |                                                                                 |
| 12 november 1952 «onderlinge duels» 14:15 uur (UTC) | Engeland                                                               | 5 – 2 | Wales                | Wembley Stadium, Londen Toeschouwers: 94.094 Scheidsrechter: Doug Gerrard (SCO) |
| 12 november 1952 «onderlinge duels» 14:15 uur (UTC) | Tom Finney 8' Nat Lofthouse 10', 75' Jack Froggatt 44' Roy Bentley 47' |       | 15', 49' Trevor Ford | Wembley Stadium, Londen Toeschouwers: 94.094 Scheidsrechter: Doug Gerrard (SCO) |

|                                                  |                         |       |                                       |                                                                              |
| 15 april 1953 «onderlinge duels» 18:00 uur (UTC) | Noord-Ierland           | 2 – 3 | Wales                                 | Windsor Park, Belfast Toeschouwers: 33.000 Scheidsrechter: Arthur Luty (ENG) |
| 15 april 1953 «onderlinge duels» 18:00 uur (UTC) | Eddie McMorran 19', 86' |       | 29', 33' John Charles 42' Trevor Ford | Windsor Park, Belfast Toeschouwers: 33.000 Scheidsrechter: Arthur Luty (ENG) |

|                                                  |                       |       |                        |                                                                                    |
| 18 april 1953 «onderlinge duels» 15:00 uur (UTC) | Engeland              | 2 – 2 | Schotland              | Wembley Stadium, Londen Toeschouwers: 97.000 Scheidsrechter: Thomas Mitchell (NIR) |
| 18 april 1953 «onderlinge duels» 15:00 uur (UTC) | Ivor Broadis 18', 69' |       | 54', 89' Lawrie Reilly | Wembley Stadium, Londen Toeschouwers: 97.000 Scheidsrechter: Thomas Mitchell (NIR) |